# Banca Italease
Die Banca Italease war ein italienisches Kreditinstitut mit Sitz in Mailand. Das Unternehmen war im Finanzindex FTSE MIB gelistet. Die Banca Italease wurde am 13. Dezember 1968 gegründet und 2010 von der Banco Popolare übernommen. Diese fusionierte im Jahr 2017 mit der Banca Popolare di Milano zur Banco BPM.